# Leo Barkin
Leo Barkin (* 18. Mai 1905 in Warschau; † 2. Dezember 1992 in Toronto) war ein kanadischer Pianist und Musikpädagoge.

## Leben
Barkin hatte als Kind Klavierunterricht bei seinem Vater und trat in der Ukraine und Polen als Klaviersolist und Liedbegleiter auf. 1926 kam er nach Toronto, wo er zunächst als Stummfilmbegleiter und Pianist in Vaudeville-Aufführungen im Rialro Theatre  arbeitete. Er trat dann im Rundfunksender CKNC und später bei der CBC auf und war der meistgehörte Pianist in den ersten 50 Jahren des Bestehens dieses Senders. Daneben gab er bis 1953 Klavierunterricht und betreute auch danach noch Instrumentalisten und Sänger.
Einen besonderen Ruf hatte Barkin als Klavierbegleiter und trat in dieser Eigenschaft u. a. mit den Instrumentalisten Mishel Piastro, Gregor Piatigorsky, William Primrose, Ruggiero Ricci, Joseph Szigeti und Zara Nelsova und den Sängern Igor Gorin, Dorothy Maynor, Jarmila Novotná, Jan Peerce, Leontyne Price, Lawrence Tibbett, Richard Tucker und Jon Vickers auf und spielte Aufnahmen mit Hyman Bress, John Dembeck, Avrahm Galper, Betty-Jean Hagen, Marta Hidy, Charles Jordan, Kathleen Parlow und Albert Pratz ein.
Als Kammermusiker arbeitete er mit dem Parlow String Quartet und anderen Gruppen zusammen, zudem spielte er die Klavierparts in mehreren Orchestern, darunter mehr als 25 Jahre im Toronto Symphony Orchestra. Zu seinem Repertoire gehörten Werke kanadischer Komponisten wie Robert Fleming, Srul Irving Glick, Oskar Morawetz und Healey Willan, die er auf Platten einspielte.
1971 wurde Barkin mit der  Canadian Music Council Medal ausgezeichnet, 1976 ehrte ihn die CBC mit einer Rundfunkdokumentation. Von seinen Geschwistern wurden Sara Barkin als Pianistin und Jack Barkin als Sänger bekannt.